# Шимићи (Бања Лука)
Шимићи су насељено мјесто и мјесна заједница на подручју града Бање Луке, Република Српска, БиХ.

## Становништво
|             | 2013.       | 1991.          | 1981.          | 1971.          |
| Укупно      | 43 (100,0%) | 1 516 (100,0%) | 2 000 (100,0%) | 2 532 (100,0%) |
| Хрвати      | 31 (72,09%) | 1 493 (98,48%) | 1 878 (93,90%) | 2 507 (99,01%) |
| Срби        | 12 (27,91%) | 8 (0,528%)     | 7 (0,350%)     | 8 (0,316%)     |
| Остали      | –           | 15 (0,989%)    | 23 (1,150%)    | 15 (0,592%)    |
| Југословени | –           | –              | 91 (4,550%)    | 1 (0,039%)     |
| Бошњаци     | –           | –              | 1 (0,050%)1    | 1 (0,039%)1    |

1. 1 На пописима од 1971. до 1991. Бошњаци су пописивани углавном као Муслимани.